# Часовник
Часовникът е инструмент, устройство за отчитане и показване на времето и служи за измерване времетраенето до или на дадено събитие или процес и спомага за по-добро планиране на отделните дейности. Той е едно от най-древните човешки изобретения. При старинните часовници на всеки кръгъл час се възпроизвежда някакъв звуков сигнал от камбана или звънец, който се повтаря толкова пъти, колкото е часът.
Часовникът задоволява естествената нужда на човек да измерва кратки интервали от време.
Големината на часовниците днес е различна – от атомни часовници, ръчни часовници до часовници на кули. Те се задвижват от най-различни механизми – гравитация, пружини, електричество и други и се регулират с различни устройства, едно от които е махалото.
Хронометърът е вид часовник, предназначен за измерване на кратки периоди от време с много голяма точност. Името му идва от гръцката митология, по-точно богът на времето Хронос. Най-напред се използва при морската навигация и се нарича морски хронометър. С него се определя географската дължина с помощта на звездната навигация. Джон Харисън е първият, който постига желаната прецизност с тези уреди.
Известен е още като сахат, саат, или остаряло и диалектно сахатник, саатник.

## История
Човечеството в своето развитие е създавало различни начини за измерване на времето. Ксенофонт сочи, че през деня времето се определя от Слънцето, а през нощта – от звездите. Часовникът е едно от най-старите човешки изобретения. Едни от първите часовници, използвани в древността, са слънчевите. В древността египетските жреци са използвали така наречени звездни часове (часът се познавал по появата на определена звезда в съответната десетдневка на месеца). С появата на водните и слънчевите часовници става възможно по-точно да се определя времето на деня. Деленето на деня и нощта е ставало поотделно.
Изискването за еднаква продължителност на нощното и дневното делене е за нуждите на астрономите. Съществували са две системи за деление на денонощието: на 12 равни части, както са го делили вавилонските жреци, и на 24 равни части, както са го делили египетските жреци. Учените от Древна Гърция възприемат египетското деление на денонощието, но разделят този египетски час на 60 равни части съгласно вавилонската система за отчитане. Те са ползвали водни часовници, в които определено количество вода трябва да изтече за точно определено време. С появата на първите механични часовници, при които е възможно много по-точно да се отчита времето, независимо от сезона и мястото, се използва същата система с делене на 24-часовото денонощие на 60 минути всеки час. Независимо от това променлива продължителност на часовете продължава да се използва в ежедневието, като в някои райони на Средиземноморието се използва и през XIX век.

### Слънчеви часовници
Примитивни средства за измерване на времето за известни от дълбока древност.
Така например в Древен Египет устройство, датиращо около 1500 пр.н.е. с форма на T-квадрат, измерва времето посредством сянката, която хвърля. „T“ на устройството е ориентирано в източна посока на сутринта. На обяд устройството бива завъртано, така че да може да хвърля сянка и във вечерните часове.
Слънчевите часовници използват гномон за да хвърлят сянка върху отбелязани знаци, които са калибрирани така, че да отбелязват всеки час. Слънчевите часовници отбелязват местно време.

### Водни часовници
Най-прецизните уреди за измерване на времето от древността са водните часовници (наречени още клепсидра). Един такъв е намерен в гроба на египетския фараон Аменхотеп I (1525 – 1504 пр.н.е.). Те могат да отчитат времето дори през нощта, но имат и недостатък, че изискват намесата на човек да регулира изтичането на водата. Древните гърци редовно са записвали всички астрономически наблюдения с възможно най-точно отчитане на времето. Арабските инженери правят няколко подобрения на водния часовник по време на Средновековието. През XI век китайците изобретяват първия механичен часовник със спусков механизъм.

### Пясъчни часовници
Много устройства се използват за да измерват определени времеви интервали, независимо от времето на денонощието. Такива са пясъчните часовници, свещи, горивни лампи и др.
Пясъчният часовник използва изтичането на пясъка през тесен отвор за отчитане на времето. Най-широка употреба намира в навигацията. Така например Фернандо Магелан използва 18 от тях на всеки кораб при околосветските си пътешествия (1522 г.). Ароматизирани пръчки и свещи са често използвани в църкви навсякъде по света за отчитане на времето. В манастирите в Европа по време на средновековието се използват водни и механични часовници.

### Часовник, задвижван с пружина
Задвижваните с пружина часовници се появяват през XV век. Използването на пружина за задвижването на часовника изправя майсторите часовникари пред нов проблем – как да се осигури равномерно движение на механизмите при развиването на пружината и съответно по-слабото в края задвижване.

### Часовник с махало
Следващото развитие на точността става след 1656 г. с развитието на часовника с махало. Галилео Галилей има идеята за използване на махалото за регулиране на движението на устройство за измерване на времето. За изобретател на часовника с махало се счита обаче Кристиан Хюйгенс. Той определя математическата формула, която дава зависимостта между дължината на махалото и времето (99,38 cm за една секунда движение) и прави първия часовник, задвижван от махало. Първата конструкция на този часовник е направена в Хага, но е възприета в Англия за производство. Там английският часовникар Уилям Клемент изработва часовник, който става задължителна част от интериора на богаташките къщи (longcase clock) (известен като „дядо часовник“). Това е висок стоящ на пода часовник с махало, поместено в кутията. Тогава започват да се изработват красиви дървени кутии за часовниците, както и рисувана ръчно керамика. Днес тези часовници имат основно историческа и културна стойност.
През 1670 г. той създава и анкерната вилка В Англия се въвежда за първи път и втората стрелка на часовника – минутната стрелка.

### Спирална пружина и балансов механизъм
През 1675 година Хюйгенс и Робърт Хук изобретяват спиралната (часовниковата) пружина. Това изобретение прави възможно точното регулиране на осцилирането на балансовата тежест и с това прави възможно изработката на компактен часовник. На първо време това е вид джобен часовник. Английският часовникар, Томас Томпион е един от първите, които използват успешно този механизъм в създадения от него джобен часовник.
В състава на балансовия механизъм влизат:
- Балансово колело;
- Спирална пружина;
- Вилка;
- Градусник – лост за регулиране на точността;
- Храповик.

Точността на работа се регулира с градусник – лост, който изважда от нормалното функциониране част от спиралната пружина. Балансът е чувствителен към промяната на температурата и затова част от колелото и спиралната пружина се правят от сплав с малък коефициент на температурно разширение.
За повишаването на точността на работа балансово колело е снабдено с винтчета за балансировка. С подобряването на механичната обработка от прецизни стругове, винтовете за балансиране стават излишни и остават в някои часовници като декорация.
Балансов механизъм се използва преимуществено в преносимите часовници – джобни и ръчни. Поради нечувствителността на часовниците с махало към изменението на температурата, те се използват за вграждане в часовникови кули, както и в настолни и стенни часовници.

### Морски хронометър
Основният стимул за подобряване на точността и надеждността на часовниците е изключителното им значение за навигацията. В продължение на няколко века (до появата на сателитните системи за позициониране) географската дължина, на която се намира кораб в морето, е можела да се определи с достатъчна точност единствено при наличието на часовник, който има грешка, по-малка от 10 секунди на денонощие. Този часовник не трябва да има махало, поради невъзможността да се използва в люлеещия се кораб. През 1714 г. британското правителство обявява голяма награда на стойност 20000 паунда, за този, който изобрети метод за точно определяне на географската дължина.
През 1735 г. Джон Харисън прави своя първи хронометър, който той продължава да усъвършенства през следващите години, преди да го представи за изпитвания. Този часовник има внедрени много изобретения, включително използването на лагери за намаляването на триенето, тегловни баланси за компенсиране на клатенето на кораба и използването на два различни метала за компенсирането на топлинното разширение.
Хронометърът е тестван през 1761 г. от сина му и в края на 10-ата седмица на изпитванията, часовникът дава грешка по-малка от 5 секунди.

### Основни възли
Редица изобретения, правени от учените през годините, водят до превръщането на часовника в масов и високо надежден продукт.

#### Лагери
Лагерите с използване на скъпоценни и полускъпоценни камъни са изобретени през 1704 г. от Никола Фасио дьо Дюилие и Петер и Якоб Дебофри, които получават за идеята английски патент. Първоначално се използват естествени камъни като диамант, сапфир, рубин и гранат. През 1902 г. изобретяването на процес на производство на синтетичен сапфир и рубин (от кристален алуминиев оксид), водят до голямо поевтиняване на часовниковите лагери. В България се използва понятието камък за този вид лагеруване. Обикновеният механичен часовник (без опции) трябва да има 17 камъка за осигуряване на триещите се части.
Отворите на лагерите се правят с използването на диамантен абразив. В модерните производства се използва лазер, химическо ецване или ултразвук.
Въпреки че основното предназначение на този вид лагери е в механичните часовници, не е изключено използването им и в кварцовите часовници. При тях точността на работа не зависи особено от този вид лагери.

### Индикация
Обикновено дисплеят показва точния час в часове, минути и секунди в разбираема за хората форма.
- Първите механични часовници през XIII век нямат визуален индикатор и показват времето чрез биене на камбана.
- Аналоговите часовници показват времето чрез аналогов циферблат с разположени по периферията часовете от 1 до 12, които часовата стрелка обикаля два пъти на денонощие. Минутната стрелка обикаля веднъж на всеки час и секундната веднъж на минута.
- Цифрови часовници показват времето чрез цифрова индикация.
- Говорещи часовници като тези на телефонната услуга „точно време“ чрез предварителен запис или синтезиране на глас.
- Часовник в центъра на град Илменау показва времето чрез течна индикация, в която стълбове цветна течност показват времето.

### Първи електрически часовници
През XIX век се правят различни опити за използване на електрически източници на захранване включително от батерии за задвижване на часовникови механизми. Основната цел е замяната на ръчното зареждане на енергия на входа със зареждане с електрически източник. Правят се опити за използване на електрически двигател или електромагнити за целта. През 1841 г. е патентовано първото електромагнитно махало.
В края на XIX век се използват променливотокови или постояннотокови устройства за навиване на пружината или повдигане тежестта на механични часовници. В този случай се говори за електромеханични часовници. Използват се електрически часовници със синхронен мотор, който използва директно точността на използваната честота 50 или 60 Hz за задвижване на часовника. Съответните предавателни механизми предават към стрелките на часовника.
През XX век се разработват и часовници с използването на комбинации с елементи на механични часовници и електрически възли. През 1961 г. се произвежда часовника Accutron на фирма Bulova. Принципа на действие е на базата на малък камертон, който осигурява постоянна честота на трептене. След това чрез една проста електрическа схема и механично преобразуване на трептенето във въртене се осигурява движение на стрелките на часовника.

### Кварцов часовник
През 1880 година учените Жак Кюри и Пиер Кюри откриват пиезоелектричния ефект на кварца. През 1917 година е изобретен първия кварцов резонатор и през 1927 година е създаден първия кварцов часовник в лаборатории Бел в Канада. Националното бюро по стандарти на САЩ (сега Американски национален институт за стандарти и технологии) базира стандарта за време от 1929 година до 1960 година на измерванията на кварцов часовник, след което се преминава към измервания с атомен часовник. През втората половина на XX век в Япония (Seiko), САЩ (Hamilton) и Европа (в Швейцария) се правят разработки за създаване на електронен кварцов часовник. През 1969 Seiko произвежда първия ръчен кварцов часовник Astron. В Швейцария е изработен прототип на кварцов часовник. В САЩ фирма Hamilton разработва един от първите цифрови часовници, който използва цифрова индикация и е наречен Pulsar и е съвместна разработка с фирмата на американския изобретател от български произход Петър Петров.
Един от основните проблеми при кварцовите часовници в началото на тяхното развитие е животът на батерията. Хибридната електроника и светодиодите, използвани при първите модели, водят до бързото изразходване на батериите. Необходимостта от изключване на светодиодната индикация отпада при използване на много по-икономичната индикация от течни кристали.
Включването на чисто електронни фирми в производството на електронни (кварцови) часовници води до ниска цена на производство, което заедно с голямата точност на работа им в крайна сметка води до широкото разпространение на тези часовници.

### Атомни часовници
Днес най-точните устройства за измерване и отчитане на времето са атомните часовници, които могат да запазят точността си до секунда в продължение на милиони години. Те се използват за калибриране на други видове часовници и други видове устройства за отчитане на времето. От 1967 г. насам Международната система единици използва за своята единица време – секундата свойствата на цезиевия атом. SI определя секундата като продължителността на 9 192 631 770 периода на лъчението, съответстващо на прехода между двете свръхфини нива на основното състояние на атома на Цезий-133.
Днес и Глобалната система за позициониране в съответствие с NTP (Network Time Protocol) може да бъде използвана за синхронизиране на всички системи, свързани с времето.
Около 2006 г. най-малката единица време, която е измерена директно, е атосекундата (10−18 s) или 1026 пъти времето на Планк.

## Видове часовници

### Механични часовници
Във всички механични часовници се разграничават четири основни възела – двигател, предавателен механизъм, ходов механизъм и регулатор, които имат следните основни части:
- двигателна пружина, поставена на барабан
- зъбни колела, свързани с механизма за навиване, при развиването си пружината задвижва зъбните колела
- анкърно колело, свързано със секундната стрелка и елементите за регулиране
- котва
- баланс

В механичния часовник развиващата се пружина задвижва чрез комплект двигателни зъбни колела баланса, който се движи напред и назад с една скорост обикновено 5 пъти в секунда. Друг комплект от задвижващи зъбни колела, намалява тези колебания и задвижва стрелките на часовника. – минутната стрелка за един оборот на час и часовата за един оборот на 12 часа.
За брояч на времето в тесния смисъл на думата служи регулаторът. Зъбните колела със закрепените към тях стрелки на циферблата отброяват единиците време. Ако се счита, че въртенето на Земята около оста е равномерно, то се превръща в мащаб за сравнение на промеждутъците от време. За единица време обикновено се приема секундата или 1/86400 от денонощието. Часовниковите регулатори са устроени така, че отмерват промеждутъци от време, които се равняват или на цяла секунда, или на половин, 1/4 или 1/5.

### Електронни часовници
В основата на електронните часовници са кварцов генератор на стабилизирани електрически трептения, микросхема за изчисляване на времето и извод на цифров дисплей. Часовници, които се захранват с променлив ток от електрическата мрежа, може и да нямат собствен генератор, а да използват честотата на променливия електрически ток. Времето на дисплея е с цифри, например 13:22.
Най-разпространени са два числови формата, използващи се за дигиталните часовници:
- С 24-часова нотация
- С 12-часова нотация

Съществуват ръчни електронни часовници, електронни будилници и други. Когато такъв часовник бъде разкачен от електрическата мрежа или няма батерия, той или започва да брои от 12:00 или стои на 12:00 като мига на определени интервали.
Първите ръчни електронни часовници имат светодиоден дисплей и могат да показват времето за кратко. След това са използвани свойствата на течните кристали да се ориентират във външно електрично поле и да пропускат светлината в посоката на поляризацията.
Електронните часовници се използват от 60-те години на XX век. Специално за хора с увреден слух, телекомуникационните компании предлагат аудио, или така наречените говорещи часовници, които или съобщават времето на даден език или произвеждат звуков сигнал определен брой пъти, което отговаря на часа. Радиочасовници се наричат електронни или кварцови часовници, които имат способността сами да сверяват времето по специални радиостанции или спътници с GPS.

## Масово производство
Британия играе основна роля в развитието на часовникарството през XVII и XVIII век. Системата на производството е насочена към осигуряване на висококачествени продукти за елита. Първи успешни опити за превръщането на производството на часовници в масово производство се правят през 1816 година в САЩ. Целта е да се осигури производство на достатъчно ниска цена, за да бъдат те достъпни за обикновените хора. Ели Тери заедно с други часовникари от Кънектикът разработват начин да се произвеждат масово часовници с използването на сменяеми части.
През 1861 година това се реализира в успешно функциониращата Waltham Watch Company. Ръчните механични часовници стават един от първите продукти, изработвани с машини във фабрики.
През 20-век основен производител на прецизни механични часовници става Швейцария. Особено ролята на швейцарските фирми, чийто брой по това време е над 1600, се засилва по време и след Втората световна война, когато другите им конкуренти са заети с производство на военна продукция. През 50-те години на XX век Швейцария държи над 50% от пазара на ръчни часовници.
В Япония фирма Seiko, която произвежда часовници от 90-те година на XIX век, започва след Втората световна война борба за конкуриране на Швейцария на пазарите. До 1970 Seiko става най-голямата компания в света за производство на часовници, произвеждайки и едни от най-престижните модели. Това е и компанията, която първа успява да отговори на предизвикателството с новата ера на електрониката.
През края на 60-те и началото на 70-те години се появяват първите работещи образци на ръчни кварцови часовници, които междувременно струват колкото малък автомобил по това време. Но много скоро след това развитието на електрониката и технологиите за производство води до създаването на все по-евтини и точни кварцови часовници. Започват производството и фирми, които не са в този бранш. Часовникът се превръща в масов продукт и производителите на прецизни механични часовници рязко намаляват своето производство. Броя на швейцарските фирми произвеждащи часовници намалява от 1600 на 600 броя. Появява са понятието Кварцова криза (немски:Quarzkrise)
Фирма Seiko е тази, която успява да създаде и собствено производство на главните компоненти за кварцови часовници – кварцов резонатор, интегрална схема и стъпков двигател. От 1972 г. до днес Seiko използва кварцов резонатор с честота 32 768 Hz.
Поради интензивната работа на фирмата Seiko в областта на кварцовите часовници включително и големия напредък в областта на батериите, фирмата успява да се наложи на пазара на тези часовници. През 2011 г. Seiko произвежда 150 милиона кварцови часовника годишно.
След тази криза швейцарските фирми преминават към производството главно на висококачествени, скъпи и уникални продукти за елита. Произвеждат се и масовите висококачествени кварцови продукти.

## Часовникарство в България
В България часовникарството е разпространено и е свързано с необходимостта от изграждането и съоръжаването на часовникови кули. Едни от известните часовникари са братя Димкови.

## Интересни факти
- Изразите „по посока на часовниковата стрелка“ и „обратно на часовниковата стрелка“ се използват за обозначаването посоката на въртене.
- Традиционното направление на движение на часовите стрелки съвпада с направлението, в което се движи сянката на хоризонталните слънчеви часовници в Северното полукълбо.
- На циферблатите с римски цифри четвъртият час понякога е обозначен като IIII вместо IV.[26]
- На рекламите или на витрините времето, показвано от сниман (нарисуван) часовник със стрелки, обикновено сочи 10:10, защото напомня усмивка и е установено, че влияе положително на купувачите.[27]
- В миналото всеки час е отбелязван с някакъв звуков сигнал, обикновено камбани, които звънят толкова пъти, колкото е часа.
- Съществуват и часовници с образователна цел, създадени за деца.